# Василівка (Межівська селищна громада)
Васи́лівка — село в Україні, у Синельниківському районі Дніпропетровської області. Входить до складу Межівської селищної громади. Населення становить 198 осіб.

## Географія
Село Василівка розташоване за 2 км від села Миколаївка і за 2,5 км від села Веселе. По селу протікає пересихаючий струмок з загатою. Поруч проходять автомобільні дороги Т 0406, Т 0431 і залізниця, станція Платформа 337 км за 1,5 км.

## Історія
Під час організованого радянською владою Голодомору 1932—1933 років померло щонайменше 94 жителі села.
До 2017 орган місцевого самоврядування — Демуринська селищна рада із центром в смт. Демурине.
12 червня 2020 року, відповідно до розпорядження Кабінету Міністрів України № 709-р від «Про визначення адміністративних центрів та затвердження територій територіальних громад Дніпропетровської області», увійшло до складу Межівської селищної громади.
19 липня 2020 року, в результаті адміністративно-територіальної реформи і ліквідації Межівського району, село увійшло до складу новоутвореного Синельниківського району.

## Населення

### Мова
Розподіл населення за рідною мовою за даними перепису 2001 року:
| Мова       | Кількість | Відсоток |
| ---------- | --------- | -------- |
| українська | 189       | 95.45%   |
| російська  | 9         | 4.55%    |
| Усього     | 198       | 100%     |